# Super Star (쥬얼리의 노래)
〈Super Star〉는 일본에서 발매된 싱글이다. 2005년 3월 15일에 발매됐다.

## 개요
- 한국에서 발매된 동명의 음반인 《Super Star》의 수록곡인 〈Super Star〉와 2집 정규 음반《Again 02》의 수록곡인 〈Again〉이 수록되어있으며, 《명탐정 코난》의 더빙판 주제가인 〈꿈을 향해〉〈PUZZLE〉이 수록됐다.
- 〈꿈을 향해〉는 사에구사 유카 인 데시벨의 〈그대와 약속했던 아름다운 그 곳까지〉의 한국어 버전이며, 원어 그대로 녹음한 것이 싱글 〈Delight Sweet Life〉에 수록됐다.
- 〈PUZZLE〉은 코마츠 미호의 〈수수께끼〉의 한국어 버전이다.

## 수록곡
| #  | 제목 | 재생 시간 |
| -- | --- | --------- |
| 1. | 〈Super Star〉 |           |
| 2. | 〈Again〉 |           |
| 3. | 〈꿈을 향해〉 (君と約束した優しいあの場所まで -Korean TV Ver.-→그대와 약속했던 아름다운 그 곳까지 (Korean TV Ver.)) |           |
| 4. | 〈PUZZLE〉 (謎 -Korean TV Ver.-→수수께끼 (Korean TV Ver.))                                                          |           |

## 미디어에서의 사용
꿈을 향해
- 투니버스 TV 애니메이션 《명탐정 코난 3기》, 《명탐정 코난 X파일 1기》 주제가

PUZZLE
- 투니버스 TV 애니메이션 《명탐정 코난 2기》, 《명탐정 코난 X파일 2기》 주제가

## 같이 보기
- 수수께끼 (코마츠 미호의 노래)
- 그대와 약속했던 아름다운 그 곳까지

| TV 애니메이션 《명탐정 코난》더빙판 주제가 2004년 5월 10일 (79회) ~ 2004년 8월 2일 (128회) |                      |                                                     |
| 이전 곡: 유리 〈빛이 될거야〉                                                              | 쥬얼리 〈PUZZLE〉    | 다음 곡: 쥬얼리 〈꿈을 향해〉                       |
| 2005년 5월 9일 (129회) ~ 2005년 8월 4일 (180회)                                            |                      |                                                     |
| 이전 곡: 쥬얼리 〈PUZZLE〉                                                                 | 쥬얼리 〈꿈을 향해〉 | 다음 곡: 진선주 〈Love Is Thrill, Shock, Suspense〉 |
| 2014년 1월 7일 (567회) ~ 2014년 3월 10일 (586회)                                           |                      |                                                     |
| 이전 곡: 보이프렌드 〈널 위한 멜로디〉                                                     | 쥬얼리 〈PUZZLE〉    | 다음 곡: 배수정 〈TRY AGAIN〉                       |
| 2014년 8월 5일 (619회) ~ 2014년 9월 25일 (635회)                                           |                      |                                                     |
| 이전 곡: 배수정 〈TRY AGAIN〉                                                              | 쥬얼리 〈꿈을 향해〉 | 다음 곡: 애쉬그레이 〈Hello Mr. my yesterday〉      |